# Pindaré-Mirim
Pindaré-Mirim est une municipalité brésilienne située dans l'État du Maranhão.